# (35517) 1998 FV58
1998 FV58 (asteroide 35517) é um asteroide da cintura principal. Possui uma excentricidade de 0.10349530 e uma inclinação de 9.79195º.
Este asteroide foi descoberto no dia 20 de março de 1998 por LINEAR em Socorro.